# Persone di cognome Edwards
| Questa pagina contiene informazioni ricavate automaticamente dalle voci biografiche con l'ausilio del template Bio e di un bot. L'aggiornamento è periodico e automatico e ricostruisce completamente la pagina. Se manca una persona in questa lista, sei pregato di non aggiungerla, ma accertati piuttosto che la sua voce biografica contenga il template Bio e che i dati anagrafici siano correttamente compilati. Se il template Bio manca, inseriscilo tu stesso o, in alternativa, metti l'avviso {{tmp\|Bio}} che ne segnala la mancanza. Se i dati riportati sono sbagliati, correggi direttamente la voce biografica; le modifiche saranno visibili in questa lista entro pochi giorni. Per chiarimenti vedi il progetto antroponimi. La lista contiene solo le 184 persone che sono citate nell'enciclopedia e per le quali è stato implementato correttamente il template Bio. Pagina aggiornata al 7 ago 2025. |

Questa è una lista di persone presenti nell'enciclopedia che hanno il cognome Edwards, suddivise per attività principale.

## Allenatori di calcio(4)
- Bryan Edwards, allenatore di calcio e calciatore inglese (Woodlesford, n. 1930 - † 2016)
- Carlos Edwards, allenatore di calcio e ex calciatore trinidadiano (Diego Martin, n. 1978)
- Rob Edwards, allenatore di calcio e ex calciatore gallese (Madeley, n. 1982)
- Robert William Edwards, allenatore di calcio e ex calciatore gallese (Kendal, n. 1973)

## Allenatori di pallacanestro(1)
- Allen Edwards, allenatore di pallacanestro e ex cestista statunitense (Miami, n. 1975)

## Altisti(1)
- Darvin Edwards, ex altista santaluciano (Castries, n. 1986)

## Artisti marziali misti(1)
- Leon Edwards, artista marziale misto giamaicano (Kingston, n. 1991)

## Assassini seriali(1)
- Mack Ray Edwards, serial killer statunitense (Contea di Montgomery, n. 1918 - San Quentin, † 1971)

## Attiviste(1)
- Henrietta Edwards, attivista e scrittrice canadese (Montréal, n. 1849 - Fort Macleod, † 1931)

## Attori(15)
- Dean Edwards, attore, comico e doppiatore statunitense (New York, n. 1970)
- Anthony Edwards, attore statunitense (Santa Barbara, n. 1962)
- Brandt Edwards, attore, cantante e ballerino statunitense (Holly Springs, n. 1947)
- Charles Edwards, attore britannico (Haslemere, n. 1969)
- Cliff Edwards, attore, cantante e doppiatore statunitense (Hannibal, n. 1895 - Los Angeles, † 1971)
- Edward Edwards, attore statunitense
- Eric Edwards, attore statunitense (Topeka, n. 1966)
- James Edwards, attore statunitense (Muncie, n. 1918 - San Diego, † 1970)
- Luke Edwards, attore statunitense (Nevada City, n. 1980)
- Neely Edwards, attore statunitense (Delphos, n. 1883 - Woodland Hills, † 1965)
- Rob Edwards, attore britannico (Worcester, n. 1949)
- Sam Edwards, attore statunitense (Macon, n. 1915 - Durango, † 2004)
- Snitz Edwards, attore ungherese (Budapest, n. 1868 - Los Angeles, † 1937)
- Jango Edwards, attore, cantante e showman statunitense (Detroit, n. 1950 - Barcellona, † 2023)
- Vince Edwards, attore, regista e cantante statunitense (Brooklyn, n. 1928 - Los Angeles, † 1996)

## Attrici(9)
- Aimee-Ffion Edwards, attrice e cantante gallese (Newport, n. 1987)
- Allegra Edwards, attrice statunitense (Denver, n. 1987)
- Jennifer Edwards, attrice statunitense (Los Angeles, n. 1957)
- Margaret Edwards, attrice statunitense (Los Angeles, n. 1895 - † 1929)
- Paddi Edwards, attrice e doppiatrice britannica (Bristol, n. 1931 - Encino, † 1999)
- Reign Edwards, attrice, cantante e modella statunitense (Maryland, n. 1996)
- Sarah Edwards, attrice britannica (Glyn Ceiriog, n. 1881 - Los Angeles, † 1965)
- Stacy Edwards, attrice statunitense (Glasgow, n. 1965)
- Vivian Edwards, attrice statunitense (Los Angeles, n. 1896 - Los Angeles, † 1949)

## Autori di giochi(1)
- Ron Edwards, autore di giochi statunitense (San Diego, n. 1964)

## Batteristi(2)
- Clive Edwards, batterista britannico (Hounslow, n. 1953)
- Kenny Earl "Rhino" Edwards, batterista statunitense (Nashville, n. 1964)

## Biologi(1)
- Robert Geoffrey Edwards, biologo britannico (Manchester, n. 1925 - Cambridge, † 2013)

## Calciatori(22)
- Andy Edwards, ex calciatore gallese (Wrexham, n. 1965)
- Curtis Edwards, calciatore inglese (Middlesbrough, n. 1994)
- David Edwards, ex calciatore gallese (Shrewsbury, n. 1986)
- Duncan Edwards, calciatore inglese (Dudley, n. 1936 - Monaco di Baviera, † 1958)
- Federico Edwards, calciatore argentino (Santa Fe, n. 1931 - † 2016)
- Ian Edwards, calciatore anguillano (n. 1976)
- Joe Edwards, calciatore inglese (Gloucester, n. 1990)
- Keith Edwards, ex calciatore inglese (Stockton-on-Tees, n. 1957)
- Kyle Edwards, calciatore sanvincentino (n. 1997)
- Kyle Edwards, calciatore inglese (Dudley, n. 1998)
- Trevor Edwards, calciatore gallese (Rhondda, n. 1937 - Queensland, † 2024)
- Marcus Edwards, calciatore inglese (Londra, n. 1998)
- Michael Edwards, ex calciatore trinidadiano (n. 1977)
- Owura Edwards, calciatore inglese (Bristol, n. 2001)
- Raheem Edwards, calciatore canadese (Toronto, n. 1995)
- Richard Edwards, ex calciatore giamaicano (Kingston, n. 1983)
- Ian Edwards, ex calciatore gallese (Rossett, n. 1955)
- Ronnie Edwards, calciatore inglese (Harlow, n. 2003)
- Ryan Edwards, calciatore australiano (Singapore, n. 1993)
- Ryan Edwards, calciatore inglese (Liverpool, n. 1993)
- Tom Edwards, calciatore inglese (Stafford, n. 1999)
- Willis Edwards, calciatore e allenatore di calcio inglese (Newton, n. 1903 - Leeds, † 1988)

## Canottiere(1)
- Kyra Edwards, canottiera britannica (n. 1997)

## Canottieri(1)
- Hugh Edwards, canottiere britannico (Woodstock, n. 1906 - Southampton, † 1972)

## Cantanti(6)
- David Honeyboy Edwards, cantante e chitarrista statunitense (Shaw, n. 1915 - Chicago, † 2011)
- Dennis Edwards, cantante statunitense (Fairfield, n. 1943 - Los Angeles, † 2018)
- Johnny Edwards, cantante statunitense (Louisville)
- Skye Edwards, cantante britannica (Londra, n. 1974)
- Sparkle, cantante statunitense (Chicago, n. 1975)
- Tommy Edwards, cantante statunitense (Richmond, n. 1922 - † 1969)

## Cantautori(2)
- David Eugene Edwards, cantautore statunitense (Englewood, n. 1968)
- Steve Edwards, cantautore britannico (Sheffield, n. 1970)

## Cantautrici(1)
- Kathleen Edwards, cantautrice canadese (Ottawa, n. 1978)

## Cestiste(5)
- Aaliyah Edwards, cestista canadese (Kingston, n. 2002)
- Michelle Edwards, ex cestista, dirigente sportivo e allenatrice di pallacanestro statunitense (Boston, n. 1966)
- Simone Edwards, cestista e allenatrice di pallacanestro giamaicana (Kingston, n. 1973 - † 2023)
- Teresa Edwards, ex cestista e allenatrice di pallacanestro statunitense (Cairo, n. 1964)
- Tonya Edwards, ex cestista e allenatrice di pallacanestro statunitense (Flint, n. 1968)

## Cestisti(23)
- Bill Edwards, ex cestista statunitense (Middletown, n. 1971)
- Blue Edwards, ex cestista statunitense (Washington, n. 1965)
- Doug Edwards, ex cestista statunitense (Miami, n. 1971)
- J.K. Edwards, ex cestista statunitense (Gastonia, n. 1982)
- Vince Edwards, cestista statunitense (Middletown, n. 1996)
- Anthony Edwards, cestista statunitense (Atlanta, n. 2001)
- Arthur Edwards, ex cestista statunitense (Washington, n. 1992)
- Carsen Edwards, cestista statunitense (Houston, n. 1998)
- Franklin Edwards, ex cestista statunitense (New York, n. 1959)
- Gavin Edwards, cestista statunitense (Gilbert, n. 1988)
- James Edwards, ex cestista statunitense (Seattle, n. 1955)
- Jay Edwards, ex cestista statunitense (Muncie, n. 1969)
- Jesse Edwards, cestista olandese (Amsterdam, n. 2000)
- John Edwards, cestista statunitense (Warren, n. 1981)
- Johnathan Edwards, ex cestista statunitense (New Orleans, n. 1967)
- Justin Edwards, cestista canadese (Whitby, n. 1992)
- Justin Edwards, cestista statunitense (Filadelfia, n. 2003)
- Kessler Edwards, cestista statunitense (Glendale, n. 2000)
- Kevin Edwards, ex cestista statunitense (Cleveland Heights, n. 1965)
- Kyler Edwards, cestista statunitense (Arlington, n. 1999)
- Leroy Edwards, cestista statunitense (Crawfordsville, n. 1914 - Lawrence, † 1971)
- Rob Edwards, cestista statunitense (Detroit, n. 1997)
- Shane Edwards, ex cestista statunitense (Gilbert, n. 1987)

## Chitarristi(1)
- Richey Edwards, chitarrista gallese (Blackwood, n. 1967 - Cardiff, † 1995)

## Ciclisti su strada(1)
- Phil Edwards, ciclista su strada britannico (Bristol, n. 1949 - Monte Carlo, † 2017)

## Conduttori televisivi(2)
- Douglas Edwards, conduttore televisivo e conduttore radiofonico statunitense (Ada, n. 1917 - New York, † 1990)
- Ralph Edwards, conduttore televisivo e attore statunitense (Merino, n. 1913 - Los Angeles, † 2005)

## Dirigenti sportivi(1)
- Martin Edwards, dirigente sportivo inglese (Adlington, n. 1945)

## Economisti(2)
- George William Edwards, economista statunitense (New York, n. 1891 - † 1954)
- George Edwards, economista, medico e scrittore britannico (n. 1752 - Londra, † 1823)

## Filosofi(2)
- Jonathan Edwards, filosofo e teologo statunitense (East Windsor, n. 1703 - Princeton, † 1758)
- Paul Edwards, filosofo statunitense (Vienna, n. 1923 - New York, † 2004)

## Fisici(1)
- Samuel Frederick Edwards, fisico gallese (Swansea, n. 1928 - Cambridge, † 2015)

## Fotografi(1)
- John Paul Edwards, fotografo statunitense (Minnesota, n. 1884 - Oakland, † 1968)

## Giocatori di football americano(19)
- Turk Edwards, giocatore di football americano statunitense (Contea di Douglas, n. 1907 - Seattle, † 1973)
- Antonio Edwards, ex giocatore di football americano statunitense (Moultrie, n. 1970)
- Antuan Edwards, ex giocatore di football americano statunitense (Starkville, n. 1974)
- Armanti Edwards, giocatore di football americano statunitense (Greenwood, n. 1988)
- Gus Edwards, giocatore di football americano statunitense (Monrovia, n. 1995)
- Braylon Edwards, ex giocatore di football americano statunitense (Detroit, n. 1983)
- Bryan Edwards, giocatore di football americano statunitense (Conway, n. 1998)
- David Edwards, giocatore di football americano statunitense (Downers Grove, n. 1997)
- Eddie Edwards, ex giocatore di football americano statunitense (Sumter, n. 1954)
- Glen Edwards, ex giocatore di football americano statunitense (St. Petersburg, n. 1947)
- Kalimba Edwards, giocatore di football americano statunitense (Pensacola, n. 1979)
- Lac Edwards, ex giocatore di football americano australiano (Hastings, n. 1992)
- Lavar Edwards, ex giocatore di football americano statunitense (Gretna, n. 1990)
- Mike Edwards, giocatore di football americano statunitense (Cincinnati, n. 1996)
- Mike Edwards, ex giocatore di football americano statunitense (Cleveland, n. 1991)
- T.J. Edwards, giocatore di football americano statunitense (Lake Villa, n. 1996)
- T.L. Edwards, ex giocatore di football americano statunitense (n. 1988)
- Trent Edwards, ex giocatore di football americano statunitense (Los Gatos, n. 1983)
- Troy Edwards, ex giocatore di football americano statunitense (Shreveport, n. 1977)

## Giornalisti(1)
- Frank Edwards, giornalista e saggista statunitense (Mattoon, n. 1908 - † 1967)

## Golfisti(1)
- Ken Edwards, golfista statunitense (Chicago, n. 1886 - Evanston, † 1952)

## Hockeisti su ghiaccio(2)
- Gary Edwards, ex hockeista su ghiaccio canadese (Toronto, n. 1947)
- Roy Edwards, hockeista su ghiaccio canadese (Seneca Township, n. 1937 - Hamilton, † 1999)

## Illustratori(1)
- Sydenham Edwards, illustratore britannico (Brynbuga, n. 1768 - Londra, † 1819)

## Imprenditori(1)
- Alfred Edwards, imprenditore, dirigente sportivo e diplomatico britannico (Llanfair Waterdine, n. 1850 - Bridgnorth, † 1923)

## Imprenditrici(1)
- Linda McMahon, imprenditrice e politica statunitense (New Bern, n. 1948)

## Medici(1)
- John Edwards, medico e biologo inglese (n. 1928 - † 2007)

## Modelli(1)
- Ollie Edwards, modello britannico (Londra, n. 1982)

## Musicisti(2)
- Bernard Edwards, musicista, bassista e produttore discografico statunitense (Greenville, n. 1952 - Tokyo, † 1996)
- John Edwards, musicista inglese (Londra, n. 1953)

## Nuotatori(1)
- Kai Edwards, ex nuotatore australiano (Queensland, n. 1998)

## Nuotatrici(1)
- Margaret Edwards, ex nuotatrice britannica (Londra, n. 1939)

## Ornitologi(1)
- George Edwards, ornitologo britannico (Stratford, n. 1694 - Plaistow, † 1773)

## Pallavoliste(1)
- Breana Edwards, pallavolista statunitense (Rainier, n. 2000)

## Piloti automobilistici(3)
- Carl Edwards, pilota automobilistico statunitense (Columbia, n. 1979)
- Guy Edwards, ex pilota automobilistico britannico (Macclesfield, n. 1942)
- Sean Edwards, pilota automobilistico e attore britannico (Londra, n. 1986 - Willowbank, † 2013)

## Pittori(1)
- Pietro Edwards, pittore e restauratore italiano (Loreto, n. 1744 - Venezia, † 1821)

## Polistrumentisti(1)
- Greg Edwards, polistrumentista statunitense

## Politiche(2)
- Donna Edwards, politica statunitense (Yanceyville, n. 1958)
- Elaine Edwards, politica statunitense (Marksville, n. 1929 - Denham Springs, † 2018)

## Politici(7)
- Chet Edwards, politico statunitense (Corpus Christi, n. 1951)
- Chuck Edwards, politico statunitense (Waynesville, n. 1960)
- Don Edwards, politico e agente segreto statunitense (San Jose, n. 1915 - Carmel-by-the-Sea, † 2015)
- Edwin Edwards, politico statunitense (Marksville, n. 1927 - Gonzales, † 2021)
- Henry Edwards, I baronetto Edwards di Pye Nest, politico britannico (n. 1812 - † 1886)
- James B. Edwards, politico statunitense (Hawthorne, n. 1927 - Mount Pleasant, † 2014)
- John Bel Edwards, politico e ex militare statunitense (Amite City, n. 1966)

## Produttrici cinematografiche(1)
- Holly Edwards, produttrice cinematografica statunitense

## Pugili(1)
- Joshua Edwards, pugile statunitense (Houston, n. 2000)

## Registi(5)
- Cory Edwards, regista, scrittore e cabarettista statunitense (Anderson, n. 1968)
- Gareth Edwards, regista, sceneggiatore e effettista britannico (Nuneaton, n. 1975)
- Henry Edwards, regista, attore e produttore cinematografico inglese (Weston-super-Mare, n. 1883 - Chobham, † 1952)
- J. Gordon Edwards, regista e sceneggiatore canadese (Montréal, n. 1867 - New York, † 1925)
- Walter Edwards, regista e attore statunitense (Michigan, n. 1870 - Honolulu, † 1920)

## Rugbisti a 15(2)
- Gareth Edwards, ex rugbista a 15 britannico (Pontardawe, n. 1947)
- Jonathon Edwards, rugbista a 15 australiano (n. 1987)

## Saltatori con gli sci(1)
- Eddie Edwards, ex saltatore con gli sci britannico (Cheltenham, n. 1963)

## Sassofonisti(1)
- Teddy Edwards, sassofonista statunitense (Jackson, n. 1924 - Los Angeles, † 2003)

## Scrittori(3)
- Gerald Basil Edwards, scrittore britannico (Vale, n. 1899 - Weymouth, † 1976)
- Martin Edwards, scrittore britannico (Knutsford, n. 1955)
- Michael Edwards, scrittore e critico letterario britannico (Barnes, n. 1938)

## Scrittrici(2)
- Anne Edwards, scrittrice statunitense (Port Chester, n. 1927 - Beverly Hills, † 2024)
- Kim Edwards, scrittrice statunitense (Killeen, n. 1958)

## Sociologi(1)
- Harry Edwards, sociologo e attivista statunitense (East St. Louis, n. 1942)

## Statistici(1)
- Anthony William Fairbank Edwards, statistico, genetista e biologo britannico (Londra, n. 1935)

## Storici(1)
- Owen Morgan Edwards, storico, educatore e scrittore gallese (Llanuwchllyn, n. 1858 - Llanuwchllyn, † 1920)

## Surfisti(1)
- Phil Edwards, surfista statunitense (Oceanside, n. 1938)

## Tennisti(2)
- Craig Edwards, ex tennista statunitense (Los Angeles, n. 1955)
- Eddie Edwards, ex tennista sudafricano (Johannesburg, n. 1956)

## Triplisti(1)
- Jonathan Edwards, ex triplista britannico (Londra, n. 1966)

## Velociste(1)
- Torri Edwards, ex velocista statunitense (Fontana, n. 1977)

## Velocisti(1)
- Phil Edwards, velocista, mezzofondista e medico canadese (Georgetown, n. 1907 - Montréal, † 1971)

## Senza attività specificata(2)
- John Edwards, ex politico statunitense (Seneca, n. 1953)
- Haden Edwards, statunitense (n. 1771 - † 1849)